# الهرم (حي)
حي الهرم هو حى سكني يقع فى نطاق مدينة الجيزة بمحافظة الجيزة ويضم منطقة آثار الأهرام وهى منطقة تثير الخيال وتبعث على التأمل يشعر فيها الإنسان برهبة الزمان وجبروت الإنسان وهو يرى الأهرامات الثلاثة التى جعلها الفراعنة قبوراً تخلد أسماءهم على مر الزمان.

## جغرافيا
تقع حدود حى الهرم فى نطاق محافظة الجيزة، وتبلغ المساحة الكلية:  23.9  كم2.
شمـــالاً: حدود الحى مع مركز أمبابة ومدينة أوسيم ( بحرى فيصل ).
جنوبـــاً : حدود الحى مع مدينة أبو النمرس ( مصرف بعيلة ) الذى يعقبه الدائرى.
شـــرقا :طريق المريوطية الغربى (بعد كوبرى منشأة البكارى حتى كرداسة ).
غربــــاً : المنطقة الأثرية وطريق الفيوم وطريق مصر الصحـراوى.

## التقسيم الإداري
يضم حي الهرم المناطق الاتية:
- الطالبية هرم فيصل
- مساكن منتصر
- الاريزونا
- عزبه جبريل
- كفر الجبل
- شارع فيصل
- كوم بكار
- كفرغطاطى
- المنصورية
- كعبيش
- كفر المنفى
- الثالث طوابق
- منشاة البكارى
- حدائق الأهرام

## مناطق
- شارع الملك فيصل: وطولة حوالي 13 كم ويمتد من حي بولاق الدكرور وبدايته عند كوبري الجيزة وينتهي في محطة مشعل وبه عدة محطات منها (العشرين، المطبعة، حسن محمد، الطالبية، التعاون، الطوابق، المريوطية).
- شارع الهرم: ويمتد شارع الهرم من ميدان الجيزة وبدايته عند نفق الهرم وينتهى بمحطة مشعل ويشتهر بوجود أهرامات الجيزة في نهايته. وبه عدة محطات منها(نصر الدين، مدكور، الطالبية، المطبعة، التعاون، العريش، مشعل).
- الطريق الدائري

## معالم
- الهرم الاكبر
- ابوالهول
- الاهرامات الثلاث(اهرام الجيزة)